# Оболенский, Дмитрий Дмитриевич (историк)
Дми́трий Дмитриевич Оболе́нский (1 апреля 1918, Петроград — 23 декабря 2001, Берфорд) — британский историк и филолог, медиевист, византинист, историк церкви из русского княжеского рода Оболенских.
В 1974 году избран почётным членом Британской академии (в 1983—1985 годах её вице-президент). Рыцарь-бакалавр (1984).
Иностранный член Американского философского общества (1990) и РАН (1994).

## Происхождение
Сын князя Дмитрия Александровича Оболенского и графини Марии Павловны Шуваловой (1894—1973).
Отец — Оболенский, Дмитрий Александрович (1882—1964), предводитель дворянства Городищенского уезда Пензенской губернии, участник Белого движения.
Дед — Оболенский, Александр Дмитриевич (1847—1917), государственный деятель, крупный стеклозаводчик.
По материнской линии — прапраправнук героя войны 1812 года Михаила Семёновича Воронцова, внук московского градоначальника Павла Павловича Шувалова, в 1905 году убитого эсерами.
Предки Оболенского по воронцовской линии, имевшие репутацию англофилов: граф Семён Романович служил русским посланником в Лондоне во времена Павла I, а его сын Михаил, будучи генерал-губернатором Новороссийского края, пригласил английского архитектора Эдварда Блора для строительства знаменитого дворца в Алупке.

## Ранние годы
Во время Гражданской войны семья Оболенских была эвакуирована из Крыма на корабле британского королевского флота вместе со вдовствующей императрицей Марией Федоровной и Великим князем Николаем Николаевичем.
В Англии Дмитрий Александрович развёлся с Марией Павловной, после чего через Швецию переправился в Россию, чтобы сражаться в рядах армии Юденича, наступавшей на Петроград.
В 1922 году Мария Павловна вышла замуж за графа Андрея Толстого, а в 1923 году семья поселилась в Ницце, где отчиму Дмитрия Дмитриевича предложили пост директора в местном банке. В 1929 году экономический кризис заставил семью переехать в Париж, где Андрей Дмитриевич устроился на должность служащего в страховой компании.

## Образование
Учился в русском лицее в Ницце, частной подготовительной школе в Истборне и лицее Луи Пастера в Нёйи-сюр-Сен.
В 1937 году поступил в Тринити-колледж (Кембридж), получив максимально возможную стипендию в сто фунтов. Сначала хотел изучать философию, но позднее выбрал современные языки: русский и французский.
С первого же года Оболенский окунулся в университетскую жизнь: посещал студенческие вечеринки, участвовал в театральных постановках (играл Хлестакова в «Ревизоре»), стал одним из лучших игроков в теннис на траве.
Окончил университет в 1940 году.

## Карьера
Два года служил хранителем в отделе книг Британского музея, где познакомился с богатой коллекцией книг и рукописей. В течение полутора лет работал над монографией о богомилах, которую в 1942 году представил в колледж для получения стипендии. За эту работу был избран научным сотрудником (англ. fellow) Тринити-колледжа.
В 1943 году получил степень доктора философии.
В 1946—1948 годах читал лекции по славистике в Кембридже. Оставался научным сотрудником Тринити-колледжа до 1948 года. В 1991 году был избран почётным научным сотрудником Тринити-колледжа.
В 1949 году, по приглашению профессора Коновалова, перешёл в Оксфорд, где стал лектором по русской и балканской средневековой истории, а в 1961 году — профессором славянской и балканской истории. Получив собственную кафедру, Оболенский сконцентрировался на истории — и в преподавательской, и научной работе.
С 1950 года — научный сотрудник (англ. student) колледжа Крайст-черч.
После Второй Мировой войны много путешествовал, участвовал в международных конференциях. Преподавал в Гарварде, Йеле, Принстоне и колледже Уэллсли. Во время работы в США подружился с тремя выдающимися византинистами: священником Александром Шмеманом, историком церкви Иваном Мейендорфом и Игорем Шевченко, председателем международной ассоциации византинистов.
В 1960 году, в период оттепели, побывал в Москве, где принял участие в англо-русской конференции по истории.
В 1965 году, когда русская поэтесса Анна Ахматова посетила Великобританию, Оболенский встретился с ней в Оксфорде, где ей было присвоено звание Почетного Доктора Литературы. Год спустя именно Оболенский написал некролог Ахматовой в газете The Times.
В 1966 году был секретарём Тринадцатого Международного Конгресса Византийских Исследований, который проходил в Оксфорде.
В 1985 году избран почётным профессором Оксфорда. Был вице-президентом Кестонского института в Оксфорде.
В 1988 году посетил СССР как почётный делегат Поместного собора Русской православной церкви, созванного во время празднования 1000-летия Крещения Руси.
Умер в 2001 году, не оставив потомства. Отпевание прошло в оксфордском кафедральном соборе Христа. Похоронен на Вулверкотском кладбище в Оксфорде.

## Личная жизнь
Свободно говорил на русском, французском и английском языках. Состоял членом лондонского клуба Атеней.
Британским подданным стал в 1948 году.
Имел брата Сергея, 1923 г.р.
В 1947 году женился на Елизавете Лопухиной, в 1989 году брак был расторгнут.

## Публикации
Главной темой публикаций и книг Оболенского была Византийская империя и её влияние на соседние восточноевропейские народы: болгар, сербов и русских.
Наиболее значительной работой Оболенского считается книга Византийское содружество наций (1971), фундаментальное обобщение средневековой истории Восточной Европы. Среди других произведений: Богомилы (1946) и Шесть византийских портретов (1988).
Участвовал в создании многотомной энциклопедии Кембриджская история Средних веков (англ. The New Cambridge Medieval History).
Другим увлечением Оболенского была поэзия. Его главным результатом стал поэтический сборник The Penguin Book of Russian Verse, выпущенный лондонским издательством Penguin Books в 1962 году. Для него Оболенский написал вступление и перевёл, среди прочих, Слово о полку Игореве и несколько стихотворений Ахматовой и Пастернака.
Последней книгой Оболенского стали мемуары «Хлеб изгнанья» (1999).

## Комментарии
1. ↑  Крещён в Сергиевском всей артиллерии соборе 7 (20) апреля 1918 г.; восприемники при купели: действительный статский советник Александр Александрович Половцов, уроженец Петербургской губернии и графиня Александра Иларионовна Шувалова[3]